# パレード (Galileo Galileiのアルバム)
『パレード』は、Galileo Galileiのメジャー1枚目のフルアルバム。2011年2月16日に発売。

## 解説
このアルバムで初のオリコントップ10入りを果たす。
初回限定版には「ハマナスの花」「夏空」「四ツ葉さがしの旅人」「僕から君へ」「管制塔(acoustic)」のビデオクリップが収録。

## 収録曲
（全作詞・作曲：尾崎雄貴／全編曲：Galileo Galilei）
1. 僕から君へ - 4:57
3rdシングル。
2. 稚内 - 5:17
3. 18 - 3:57
4. ハマナスの花 - 4:17
1stミニアルバムの表題曲。
5. 四ツ葉さがしの旅人 - 4:21
2ndシングル。
6. 夜の窓辺と四つ葉のクローバー - 4:39
7. 夏空 - 5:17
1stシングル。
8. フラッピー - 3:45
9. どうでもいい - 3:29
10. SIREN - 6:48
11. 管制塔(acoustic) - 6:24
インディーズアルバム「雨のちガリレオ」収録曲のアコースティックバージョン。
三木孝浩監督によって映画化（『管制塔』、2011年）され、エンディングテーマとして使用された。

## 演奏
- 尾崎雄貴：Vocal & Guitar
- 岩井郁人：Guitar & Chorus
- 佐孝仁司：Bass & Chorus
- 尾崎和樹：Drums, Chorus, Programming
- サトウヨシアキ：Piano (#1.5.6)
- Chima：Chorus (#5.6)
- 稚内吹奏楽団 (#2)
  - 杉谷賢俊：Conductor
  - 飯沼剛、Jin Sato：Trumpet
  - Tomoki Anzai：Horn
  - Ryoko Matsushima, Kentaro Arasawa：Trombone
  - Daisuke Kano：Tuba
  - Ayano Ishimoto：Glockenspiel